# Belʹkovich (cráter)
Belʹkovich es un gran cráter de impacto lunar con forma de llanura amurallada. La formación ha sido fuertemente erosionado por una historia de impactos posteriores, suavizando y redondeando su perfil. Belʹkovich se encuentra situado en la extremidad noreste de la Luna, y por lo tanto su visibilidad está sujeta a efectos libración. Desde la Tierra este cráter se ve de lado, por lo que es difícil apreciar sus detalles.
|  |  |

Belʹkovich invade la parte noreste del Mare Humboldtianum, compuesta de colinas en las proximidades del cráter, con una superficie irregular que cubre gran parte de la mitad norte del mare. El cráter Hayn más reciente ocupa parte del borde noroeste de Belʹkovich, y el cráter satélite Belʹkovich K se sitúa a través del extremo noreste. En el sur, el cráter inundado de lava Belʹkovich A se interseca con la ribera sur, y su borde occidental está cubierto a su vez por el pequeño cráter en forma de cuenco Belʹkovich B.
Aparte de las formaciones de cráteres que se cruzan, el borde exterior de Belʹkovich se ha degradado y deformado, hasta convertirse en una gama más o menos circular de montañas y colinas. Las partes norte y noreste del suelo del cráter y el borde son superficies irregulares formadas por muchos pequeños montículos. El cuadrante sureste del interior es casi tan irregular como la zona anterior, y contiene una serie de pequeños cráteres. Solo en la parte occidental de la planta la superficie es relativamente plana. Desde aquí una delgada grieta se extiende hacia el este-sureste antes de doblar hacia el sureste.

## Cráteres satélite
Por convención estos elementos son identificados en los mapas lunares poniendo la letra en el lado del punto medio del cráter que está más cerca de Belʹkovich.
|            | \| Belʹkovich \| Coordenadas \| Diámetro \| \| ---------- \| ---------------------------- \| -------- \| \| A \| 58°42′N 86°00′E / 58.7, 86.0 \| 58 km \| \| B \| 58°54′N 85°00′E / 58.9, 85.0 \| 13 km \| \| K \| 63°48′N 93°36′E / 63.8, 93.6 \| 47 km \| |          |
| Belʹkovich | Coordenadas | Diámetro |
| A          | 58°42′N 86°00′E / 58.7, 86.0 | 58 km    |
| B          | 58°54′N 85°00′E / 58.9, 85.0 | 13 km    |
| K          | 63°48′N 93°36′E / 63.8, 93.6 | 47 km    |